# Stereolepis
Stereolepis is een geslacht van straalvinnige vissen uit de familie van wrakvissen (Polyprionidae).

## Soorten
- Stereolepis doederleini Lindberg & Krasyukova, 1969.
- Stereolepis gigas Ayres, 1859 – Californische jodenvis